# Parafia Matki Bożej Częstochowskiej w Drogomyślu
Parafia pod wezwaniem Matki Bożej Częstochowskiej – parafia rzymskokatolicka znajdująca się w Drogomyślu. Należy do dekanatu Strumień diecezji bielsko-żywieckiej.
Obecny kościół parafialny wzniesiono w 1969 według projektu Stanisława Kwaśniewicza. Parafię erygowano 5 grudnia 1984, w 2005 zamieszkiwało ją ponad 900 katolików.